# アルバイドル
『アルバイドル』は、NOTTVで2014年5月11日から同年9月28日まで放送されたアイドル育成番組。また、番組より誕生したアイドルユニット。
番組MCは初MCとなるジャングルポケット。史上初の時給制アルバイト・アイドルユニットとしてCDデビュー。
9月の番組終了後はライブやラジオ等で活動していた。

## 概要
アルバイトの募集広告を見て応募してきた素人の女の子が、初めは仮採用として番組に参加。視聴者による採用と不採用の投票が行われ、見事採用された女の子がアルバイドル正式メンバーとなる。NOTTV番組の様々な企画を通してアイドルとして成長していく。
CDデビューの資金調達の為、メンバー自らがアルバイトを行いCDデビューの資金を一部出し、2014/9/17に「明日シフト変更」でCDデビュー。
- 2014年5月11日　NOTTVの番組『アルバイドル』スタート
- 2014年6月15日　#6放送で正式採用メンバー決定【正式メンバー10名】
- 2014年6月29日　#8放送で土屋がアルバイドルを辞退【正式メンバー9名】
- 2014年7月13日　#10放送で山本が正式メンバーに追加【正式メンバー10名】
- 2014年8月24日　#15放送で平野がアルバイドルを辞退【正式メンバー9名】
- 2014年9月17日　デビューシングル『明日シフト変更』発売
- 2014年9月28日　NOTTVの番組『アルバイドル』終了
- 2014年9月30日　山本がアルバイドルを卒業【正式メンバー8名】
- 2014年10月2日　山田がアルバイドルを卒業【正式メンバー7名】
- 2014年11月8日　金野がアルバイドルを卒業【正式メンバー6名】
- 2015年3月 メンバー全員の卒業により、事実上の解散

## メンバー
| 名前       | ニックネーム |
| ---------- | ------------ |
| 上野百合愛 | ゆりあん     |
| 遠藤香南   | かにゃん     |
| 小池樹里杏 | じゅりあん   |
| 高橋真穂   | まお         |
| 横山樹里   | じゅり       |
| 吉井菜恵   | なぁたそ     |

## 元メンバー

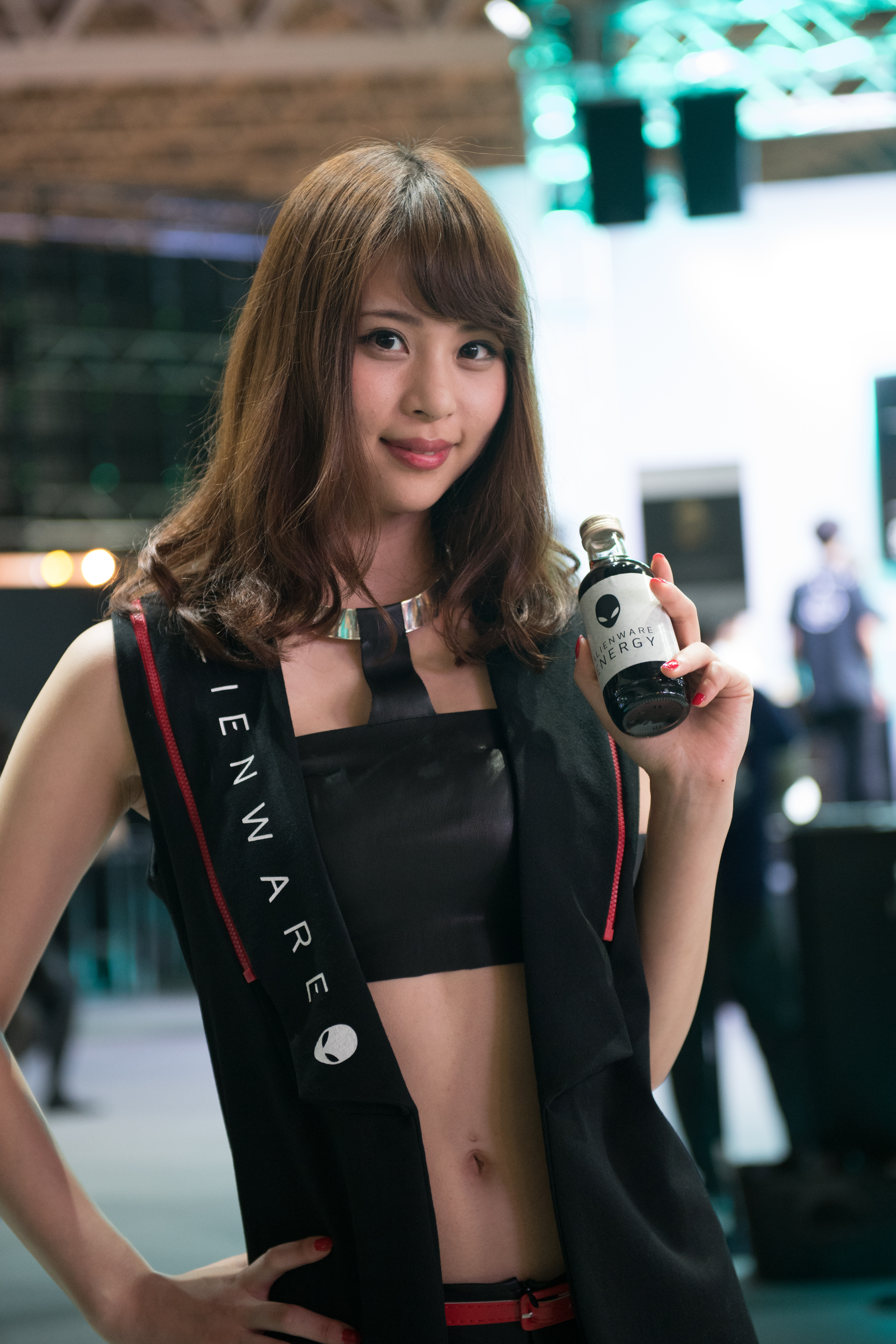
「アルバイドル」第10回放送から2か月間グループに参加した山本成美（2016年9月15日、東京ゲームショウにて）

- 土屋あずさ
2014年6月29日辞退　NOTTVアルバイドル#8放送で発表
- 平野成美
2014年8月24日辞退　NOTTVアルバイドル#15放送で発表
- 山本成美（やまもと なるみ）
2014年9月30日卒業　自身のブログで発表[2]。現在はプラチナムプロダクションに所属[3]。
作詞家の山本成美とは別人。
- 山田紗佑里
2014年10月2日卒業　自身のTwitterで発表[4]
- 金野美穂
2014年11月8日卒業　ウタ娘スーパーライブ2014冬にて卒業[5]

## 番組放送
| [ 6 ] | 放送日    | 放送内容                                  | 備考                                                                   | ゲスト （所属したグループ名は放送当時） |
| ----- | --------- | ----------------------------------------- | ---------------------------------------------------------------------- | --------------------------------------- |
| #1    | 2014/5/11 | 応募動機アンケート 仮仮仮スケジュール     |                                                                        |                                         |
| #2    | 2014/5/18 | レス勉強                                  |                                                                        | アイドリング!!! 23号伊藤祐奈            |
| #3    | 2014/5/25 | クイズバトル                              |                                                                        | アイドリング!!! 23号伊藤祐奈            |
| #4    | 2014/6/1  | キャッチコピーを考える                    |                                                                        | PASSPO☆ 奥仲麻琴                        |
| #5    | 2014/6/8  | 番組企画会議                              |                                                                        | PASSPO☆ 奥仲麻琴                        |
| #6    | 2014/6/15 | 正式採用メンバー発表 不採用メンバー総選挙 | 採用メンバー 上野・遠藤・金野・小池 高橋・土屋・平野・山田・横山・吉井 |                                         |
| #7    | 2014/6/22 | 私物検査                                  |                                                                        | さんみゅ～ 木下綾菜・山内遥             |
| #8    | 2014/6/29 | 箱の中身は何                              | 土屋アルバイドル辞退 追加候補生4人                                     | 私立恵比寿中学 星名美怜                 |
| #9    | 2014/7/6  | ジェスチャークイズ                        |                                                                        | 私立恵比寿中学 星名美怜                 |
| #10   | 2014/7/13 | CDデビュー発表 資金調達アルバイト選び     | 追加候補生から山本が正式メンバーに採用                                 | CheekeyParade 関根優那・溝呂木世蘭      |
| #11   | 2014/7/20 | センター争奪サビ歌合戦（前編）            |                                                                        | CheekeyParade 関根優那・溝呂木世蘭      |
| #12   | 2014/7/27 | センター争奪サビ歌合戦（後編）            | 小池優勝センター決定                                                   | CheekeyParade 関根優那・溝呂木世蘭      |
| #13   | 2014/8/3  | ジャンポケ斉藤怒りドッキリ                |                                                                        | SUPER☆GiRLS 志村理佳・渡邊幸愛          |
| #14   | 2014/8/10 | メンバーに即刻直してもらいたい事          |                                                                        | SUPER☆GiRLS 志村理佳・渡邊幸愛          |
| #15   | 2014/8/24 | ケンカトークバトル                        | 平野アルバイドル辞退                                                   |                                         |
| #16   | 2014/8/31 | ハイテンションバトル                      |                                                                        |                                         |
| #17   | 2014/9/7  | ドッキリ私服ファッションショー            | デビュー曲お披露目                                                     |                                         |
| #18   | 2014/9/14 | 大運動会障害物リレー                      | 9月番組終了発表                                                        |                                         |
| #19   | 2014/9/21 | CD即売会                                  |                                                                        |                                         |
| #20   | 2014/9/28 | メンバーからのお礼参り                    | AD千葉くん卒業熱唱・最終回                                             |                                         |

## 楽曲
- デビューシングル『明日シフト変更』（2014/9/17）[7]

　1. 明日シフト変更 
　2. 明日シフト変更(off vocal) 

## 出演

### ライブ
- 2014/9/6　フューチャーアイドルプラネットLv12NIGHT（上野・金野・小池・高橋・山田・山本・横山・吉井）[8]
- 2014/9/20　フューチャーアイドルプラネットLv15DAY&NIGHT（上野・遠藤・金野・小池・高橋・山田・山本・横山・吉井）[9][10]
- 2014/11/8　ウタ娘スーパーライブ2014冬　1部&2部（上野・遠藤・金野・小池・高橋・横山・吉井）[11]
- 2014/11/23　ウタ娘ガールズパーティー2部（上野・遠藤・高橋・横山・吉井）[12]
- 2014/11/29　ウタ娘冠番組争奪バトル5日目　2部（上野・遠藤・高橋・吉井）　3部（上野・遠藤・吉井）[13]
- 2014/11/30　ウタ娘冠番組争奪バトル6日目　2部（上野・遠藤・高橋・吉井）　3部（上野・遠藤・高橋・吉井）[14]
- 2014/12/20　フューチャーアイドルプラネット ～彩咲あみ生誕祭　〇〇しか！！～（上野・遠藤・高橋・横山・吉井）[15]
- 2014/12/29　フューチャーアイドルプラネット 冬休みスペシャル（上野・遠藤・高橋・横山・吉井）[16]
- 2015/1/17　フューチャーアイドルプラネットLv30 NIGHT（上野・遠藤・高橋・横山・吉井）[17]
- 2015/1/24　ホップ！ステップ！アイドルプラネット～アイドル歌合戦２～ NIGHT（上野・遠藤・高橋・横山・吉井）[18]

### ラジオ
- 2014/10/2　下北FM「Shimokita Indies Juke!」ゲスト出演（遠藤・小池・高橋・山田・吉井）[19]
- 2014/10/16　下北FM「アイドル、音楽、たまに舞台」ゲスト出演（上野・遠藤・吉井）[20]
- 2014/12/25　下北FM「アルバイドル特別番組」出演（上野・遠藤・吉井）[21]
- 2015/1/29　下北FM「Shimokita Indies Juke!」ゲスト出演（上野・遠藤・高橋・横山・吉井）[22]

### 公式サイト
- アルバイドル公式ホームページ
- アルバイドルNOTTVホームページ

### 公式Twitter
- アルバイドル公式Twitter (@arubaidol) - X（旧Twitter）
- アルバイドルNOTTVTwitter (@NOTTV_aidol) - X（旧Twitter）

### メンバーブログ
- 上野百合愛 - ウェイバックマシン（2014年11月11日アーカイブ分）
- 遠藤香南
- 小池樹里杏 - ウェイバックマシン（2014年9月13日アーカイブ分）
- 高橋真穂 - ウェイバックマシン（2014年11月11日アーカイブ分）
- 横山樹里
- 吉井菜恵

### メンバーTwitter
- 上野百合愛 (@Ueno_Yuria) - X（旧Twitter）
- 遠藤香南 (@kana490423) - X（旧Twitter）
- 小池樹里杏 (@j_onlystyle) - X（旧Twitter）
- 高橋真穂 (@cats_whbl) - X（旧Twitter）
- 横山樹里 (@y_juritter) - X（旧Twitter）
- 吉井菜恵 (@na_ts_angel) - X（旧Twitter）